# Liste de personnalités liées à Guéret

Madeleine Chapelle dans Le Bain Turc.

Guéret est une  commune française, préfecture du département de la Creuse en région Nouvelle-Aquitaine. Après avoir été la capitale de la haute Marche et le chef-lieu du nouveau département en 1790, est aujourd'hui la préfecture de la Creuse.

## Écrivains, artistes, historiens
- Antoine Varillas (Guéret, 1624 - Paris, 1696), historien français.
- Mouffle d'Angerville (Guéret, 1728 - Paris, 1795), avocat et littérateur français. Continuateur des Mémoires secrets pour servir à l'histoire de la République des lettres.
- Madeleine Chapelle (Châlons-sur-Marne[1], 1782 - Paris, 1849). Modiste à Guéret, elle se marie en 1813 avec le peintre Ingres[2]. Celui-ci réalise dix portraits de sa femme, mais le plus célèbre tableau sur lequel elle apparaît est Le Bain turc. Madeleine est l'odalisque aux bras levés qui s'étire au premier plan. Le tableau est réalisé en 1862 après le décès de Madeleine. Elle est peinte d'après un croquis d'Ingres réalisé en 1818. L'épaule droite de Madeleine est abaissée, alors que son bras est relevé, incohérence anatomique dont l'artiste est coutumier (cf. les trois vertèbres supplémentaires de La Grande Odalisque)[3].
- Louis Léon Desjardins (1823-1914), peintre français
- Paul Poujaud (1856-1936), né à Guéret, avocat et personnalité de la vie musicale, littéraire et artistique de son temps.
- Pierre Bouchardon (Guéret, 1870 - Paris, 1950), un des plus importants magistrats de la première moitié du XXe siècle. La principale salle d'audience  du palais de justice et une rue de Guéret portent son nom. Sa fille, Paulette Collas, est une correspondante assidue de Marcel Jouhandeau, avec qui elle évoque le Guéret de leur jeunesse.
- Marcel Jouhandeau (Guéret, 1888 - Rueil-Malmaison, 1979), écrivain français. Dès 1924, sa plume acide met en scène la vie intime des habitants de Guéret, qu'il appelle pour l'occasion “Chaminadour”. Il immortalise ainsi aux yeux du monde entier la petite ville de Guéret, qui lui en reste reconnaissante… Il fait partie de la délégation d'écrivains à faire le voyage à Weimar à l'invitation de Goebbels en octobre 1941 avec Drieu la Rochelle, Abel Bonnard, André Fraigneau, Robert Brasillach et Ramon Fernandez dans ce que l'on a pu appeler “le train de la honte”.
- Emile Goué (Châteauroux, 1904 - Neufmoutiers-en-Brie, 1946), compositeur, passant son enfance à Guéret, il s'inspire des paysages creusois dans plusieurs de ses œuvres. Le conservatoire de musique porte désormais son nom[4]. Il repose au cimetière de Guéret.
- Michèle Laforest (1927 - ), universitaire et romancière, autrice d'un roman sur les révoltés d'Ajain de 1848.
- Pierrette Fleutiaux (Guéret, 1941 - Paris, 2019), romancière.
- Jacques Guigou (Guéret, 1941 -  ), sociologue, poète, professeur émérite des universités.
- Georges Pludermacher (Guéret, 1944 - ), pianiste concertiste international.
- Pierre Michon (Châtelus-le-Marcheix, 1945 - ), écrivain, ancien lycéen à Guéret.
- Jacques Boireau (Guéret, 1946 - Albi, 2011), écrivain et enseignant.
- Christian Jamet (Les Mars, 1951 - ), écrivain et historien de l'art, ancien élève de l'École normale de Guéret.
- Jean-Guy Soumy (Guéret, 1952 - ), écrivain.
- Jean-Yves Laurichesse (Guéret, 1956 - ), écrivain.

## Maçons de la Creuse
- Michel Villedo (Pionnat, 1598 - Paris, 1667), maçon de la Creuse. Commence sa carrière comme gâcheur de mortier sous le règne d'Henri IV et termine général des œuvres de maçonnerie et des ouvrages de Sa Majesté sous Louis XIII et Louis XIV[5]. Une rue de Guéret est dénommée Michel-Villedot, écrit avec un t (comme dans son village natal), alors que la rue Villedo à Paris (dans laquelle il habite et où il meurt en 1667) utilise une autre graphie.
- Germain Sauvanet (Saint-Domet, 1849 - Issoudun-Létrieix, 1916), architecte départemental. Conçoit notamment, à Guéret, le jardin public Ferdinand-Villard ainsi que l'aménagement du musée de la Sénatorerie.
- Léon Chagnaud (Le Bourg-d'Hem, 1866 - Champsanglard, 1930), maçon de la Creuse, fils de l'entrepreneur creusois Hippolyte Chagnaud, qui avait installé son entreprise à Guéret. Léon Chagnaud réalise seul ou en association (en particulier avec Philippe Fougerolle), des ouvrages de travaux publics. En 1911, il est président du Syndicat des entrepreneurs de travaux publics et, en 1921, président de la Société centrale des ingénieurs civils. Entre 1921 et 1929 il est élu sénateur de la Creuse[6].

## Hommes politiques
- Philippe-Sylvain Tournyol-Duclos (Guéret, 1729 - ibid., 1803), administrateur et député français.
- Jean Dissandes de Bogenet-Niveau de Monlevade (Guéret 1715 - ibid., 1793), magistrat et administrateur royal, premier maire de Guéret en 1790 ; il est le père du parlementaire Jean Dissandes-Monlevade (voir ci-dessous) et grand-père du polytechnicien et ingénieur des mines Jean Dissandes Monlevade (voir dans la section « Scientifiques »).
- Antoine Banassat (Guéret, 1729 - Rochefort, 1794), homme d'Église et député français. Curé de la paroisse de Saint-Fiel, élu par la sénéchaussée de Guéret, le 21 mars 1789, député du clergé aux états généraux.
- Justin Bonaventure Morard de Galles (Goncelin, 1741 - Guéret 1809), amiral français. Nommé sénateur de Limoges en 1804, il réside fréquemment à la Sénatorerie de Guéret.
- Claude Delafont de Bramant, dit Delafont-Bramant, (Guéret, 1744 - Dun-le-Palestel, 1819), homme politique français.
- Jean-Baptiste Meusnier-Dubreuil (1754-?), homme politique, député du tiers état du bailliage de Mantes aux États généraux de 1789.
- Jean Dissandes-Monlevade (Guéret 1760 - ibid., 1812), homme de loi, membre du Conseil des Cinq-Cents, adhère au coup d'État du 18 Brumaire, nommé juge au tribunal criminel de la Creuse[7].
- Jean-Baptiste Voysin de Gartempe (Guéret, 1759 - Paris,1840), homme politique français. Conseiller général de la Creuse depuis l'an IX, il se rallie aux Bourbons lors de la Restauration.
- André Leyraud (Guéret, 1786 - ibid.,1865), homme politique français. Avocat à Guéret et poète, Leyraud se montre favorable à la Restauration en 1814. Pendant la Seconde Restauration, il est nommé maire de Guéret en 1815, poste qu'il occupe jusqu'en 1834. Après la Révolution française de 1848, il est élu le 23 avril 1848 député de la Creuse[8]
- Jean-Marie Allègre, (Guéret, 1793 - La Courtine, 1869), homme politique.
- Jean-Alexis Moreau (Le Menoux, 1801 - Guéret, 1889), médecin et homme politique français.
- Sylvain Guizard (Guéret, 1806 - ibid., 1859), médecin et homme politique français. Étudiant en médecine à Paris, il participe aux combats des Trois Glorieuses en 1830, ce qui lui vaut la Croix de Juillet, et fait preuve de courage et de dévouement pendant l'épidémie de choléra de 1832. Installé à Guéret, il se fait connaître comme républicain. Après la Révolution de 1848, il est nommé commissaire du gouvernement provisoire dans son département, puis il est élu, le 23 avril 1848, pour représenter la Creuse à l'Assemblée constituante.
- Joseph Edmond Fayolle (Guéret, 1815 - ibid., 1885), homme politique français. Après la Révolution française de 1848, il est élu conseiller général de la Creuse, commandant de la garde nationale et, le 23 avril 1848, député de la Creuse à l'Assemblée constituante. Devenu maire de Guéret le 4 septembre 1870, il est révoqué après la démission du président de la République Adolphe Thiers, le 24 mai 1873. Lors des premières élections sénatoriales du 30 janvier 1876, il est élu sénateur de la Creuse.
- Étienne de Saint-Martin (Guéret, 1831 - Cluis, 1911), député de l'Indre.
- Ferdinand Villard (Saint-Christophe, 1842 - Neuilly-sur-Seine, 1907), homme politique français. Médecin à Guéret en 1872, puis maire de Guéret de 1886 à 1907, président du conseil général de 1899 à 1907, sénateur de la Creuse de 1894 à 1907, inscrit au groupe de la Gauche démocratique. Il se spécialise dans les questions de santé publique. Le jardin public porte son nom.
- Hippolyte Simonet (1858-1922), homme politique né à Guéret, député de la Creuse de 1903 à 1912 puis sénateur de la Creuse de 1912 à 1922.
- Jean Montigny (Guéret, 1892 - Paris, 1970), homme politique. Député de la Sarthe en 1924, secrétaire général du groupe radical-socialiste à la Chambre du Front populaire de 1936.
- André Lejeune (Ajain, 1935 - ), homme politique français. Membre du Parti socialiste, et sénateur de la Creuse depuis le 27 septembre 1998. Élu conseiller municipal de Guéret en 1971, conseiller général en 1973), premier adjoint au maire de Guéret en 1977 et maire de Guéret en 1978 en remplacement de Guy Beck démissionnaire. Il cède le mandat de maire en 1998 à son premier adjoint, Michel Vergnier.

## Scientifiques
- Jean Antoine Félix Dissandes de Monlevade, appelé couramment Jean de Monlevade (Guéret, 1791 - João Monlevade (Brésil), 1872), petit-fils du premier maire de Guéret (voir la section « Hommes politiques »), ingénieur des mines, pionnier de la sidérurgie au Brésil, où une importante ville de l'État de Minas Gerais, dans laquelle il est mort, porte son nom.
- François Élie Roudaire (Guéret, 1836 - ibid., 1885), officier et géographe. Promoteur du projet de mer intérieure (africaine ou saharienne) auquel Ferdinand de Lesseps a attaché son renom.
- Léonce Manouvrier (Guéret, 1850 - Paris, 1927), anthropologue.
- Albert Dauzat (Guéret, 1877 - Paris, 1955), linguiste, pionnier de la toponymie.

## Sportifs
- Pierre Balineau (Bordeaux, 1945 - ), joueur de rugby à XV du Club athlétique Brive Corrèze Limousin.
- Marc Durant (Saint-Sulpice-le-Guérétois, 1955 - ), cycliste professionnel.
- David Menut (Guéret, 1992 - ), coureur cycliste français membre de l'équipe Armée de terre. Il devient coureur professionnel en 2015 en intégrant l'équipe Auber 93

## Autres
- Jean-François Nicot (Chagny, 1828 - Asnières, 1903), pédagogue français, directeur de l'école normale de Guéret de 1876 à 1879.
- Henri Mingasson (Guéret, 1899 - Château-Thierry, 1978), général de brigade et résistant.
- Germaine Lalo (Langres, 1893 - Guéret, 1975), résistante, inscrite comme Juste parmi les nations au mémorial Yad Vashem.
- Henry Kirsch (Limoges, 1912 - Guéret, 1997), résistant, Compagnon de la Libération.
- Danièle Gilbert (Chamalières, 1943 - ), animatrice de télévision. Enfant, elle vit à Guéret, où sa mère est maître auxiliaire.
- Guillaume Estivie (Guéret, 1980 - ), réalisateur de télévision, auteur du documentaire I love Guéret diffusé sur la chaîne Public Sénat le 23 novembre 2019[9]
- Agathe Auproux (Guéret, 1991 - ), journaliste et chroniqueuse de télévision.

### Sources
- Dictionnaire des députés français de 1789 à 1889, tome 2, p. 301-310